# 1980 en Alberta
Chronologie de l'Alberta
- 1976
- 1977
- 1978
- 1979
- 1980
- 1981
- 1982
- 1983
- 1984

Cette page concerne des événements qui se sont produits durant l'année 1980 dans la province canadienne de l'Alberta.

## Politique
- Premier ministre : Peter Lougheed du parti Progressiste-conservateur
- Chef de l'Opposition : Robert C. Clark puis Raymond Speaker
- Lieutenant-gouverneur : Francis Charles Lynch-Staunton (en)
- Législature :

## Événements
- Mise en service :
  - du EnCana Place, immeuble de bureaux de 125 mètres de hauteur situé 150 9 Avenue SW à Calgary[1].
  - du Fifth et Fifth Building immeuble de bureaux de style international situé 605 5th Street SW à Calgary[2].
- Les Flames d'Atlanta déménagent à Calgary et deviennent les Flames de Calgary.
- Mercredi 30 juillet : Élisabeth II augmente l'Armoiries de l'Alberta avec les crêtes et les partisans.
- Lundi 1er septembre :  l'Alberta et la Saskatchewan célèbrent le 75e anniversaire de leur naissance comme provinces, par des festivals et plusieurs évènements spéciaux.

## Naissances
- 21 janvier : Kevin James McKenna, joueur canadien de football né à Calgary. Il évolue au poste de défenseur  de la fin des années 1990 au milieu des années 2010.
- 2 février : Theodore Annis, né à Calgary, lutteur professionnel (catcheur) américain. Il est connu sous le nom de ring de Teddy Hart, en référence à son appartenance à la famille Hart.
- 16 février : Blair Betts (né à Edmonton), joueur professionnel retraité de hockey sur glace évoluant à la position de centre.
- 25 mars : Aaron Grosul (né à Edmonton), joueur professionnel canadien de hockey sur glace.
- 7 avril : Matt Walker (né à Beaverlodge), joueur professionnel canadien de hockey sur glace[3].
- 9 mai : Vernon Fiddler, dit Vern Fiddler, (né à Edmonton), joueur professionnel canadien de hockey sur glace évoluant au poste de centre.
- 1 juin : Arne Dankers, patineur de vitesse canadien, né  à Calgary.
- 2 juin : Shaun Sutter (né à Red Deer), joueur canadien de hockey sur glace.
- 9 juin : Kyle Rossiter (né à Edmonton), joueur professionnel de hockey sur glace évoluant à la position de défenseur.
- 18 juin : Casey Dunning, né à Calgary, joueur de rugby à XV canadien, évoluant au poste de pilier pour l'équipe nationale du Canada.
- 19 juin : Fraser Filipic (né à Thorsby), joueur professionnel canadien de hockey sur glace.
- 5 juillet : Trent Hunter (né à Red Deer), joueur professionnel de hockey sur glace qui évoluait à la position d'ailier droit.
- 11 juillet : Theodore James Wilson (né à Calgary), catcheur (lutteur professionnel) canadien. Il travaille actuellement à la World Wrestling Entertainment (WWE) sous le nom de Tyson Kidd comme producteur.
- 11 septembre : Michael William Comrie (né à Edmonton), joueur professionnel canadien de hockey sur glace. Il évoluait au poste de centre[4].
- 19 septembre : Tegan Rain Quin et Sara Keirsten Quin, nées à Calgary formant le groupe Tegan and Sara (prononcé en anglais : /ˈtiːɡən ənd ˈsɛərə/), groupe de pop rock canadien originaire de l'Alberta. Leur musique évolue constamment, baignant dans le folk, le rock et la pop.
- 8 octobre : Mellisa Hollingsworth, née à Eckville, skeletoneuse canadienne. Elle compte dans son palmarès, une médaille de bronze olympique, deux coupes du monde dont en 2006, où elle a réussi un podium lors de chaque course. Sa première médaille mondiale elle l'a obtenu en 2000 à Igls lors des Championnats du monde, elle reste parmi les meilleures mondiales depuis là.
- 20 octobre : Niall Matter, acteur canadien, né  à Edmonton.
- 22 octobre : Matthew Pettinger (né à Edmonton), joueur professionnel canadien de hockey sur glace. Il évoluait au poste d'ailier gauche[5].
- 1 décembre : Trevor Read (né à Calgary), joueur professionnel de hockey sur glace.
- 21 décembre : Neville Wright (né à Edmonton), athlète canadien, spécialiste du sprint, ainsi qu'un bobeur. Il mesure 1,82 m pour 91 kg. Son club est l'Université de l'Alberta.

## Décès
- 24 août : Frederick Maurice Watson Harvey (né le 1er septembre 1888 à Athboy, comté de Meath, Irlande et décédé à Fort Macleod), joueur de rugby à XV et militaire irlando-canadien ayant participé aux Première et Seconde guerres mondiales.

- 17 octobre : Richard Gavin Reid, premier ministre de l'Alberta.